# Mille Schmidt
Mille Schmidt, egentligen Arne Erik Emil Åkerblom, född 24 december 1922 i Mariefred, död 2 februari 2003 i Hedvig Eleonora församling i Stockholm, som var en svensk skådespelare, revyartist och regissör.

## Biografi
Hur och när Mille Schmidt fick sitt artistnamn är oklart. Han började sin karriär som inspicient hos Karl Gerhard. Han scendebuterade i revyn Två stjärnor och en smäll 1945. Han var engagerad vid Casinorevyn, oftast som stand-in för Carl-Gustaf Lindstedt i crazygruppen Tre Knas. Han värvades av Felix Alvo till den allra första Knäppupp-revyn, Akta huvet, (1952–1953). Filmdebuten skedde i  Påhittiga Johansson (1950). Han medverkade i AB Svenska Ords första revy, Gröna Hund (1962), som följdes av Konstgjorda Pompe (1963) och Gula Hund (1964).
Han fick något av ett genombrott i radioserien Pekkas kappsäck 1957 där han framträdde som Hönebjär, en gnällig riksdagsman från Sörmland. Schmidt var även producent för den populära radioserien Räkna med bråk med Carl-Gustaf Lindstedt och Arne Källerud. Många minns Schmidt som den rolige prästen i humorprogrammet Partaj från slutet av 1960-talet. Minnesvärd är också hans roll som brevbärare i TV-serien Söderkåkar (1970). Han spelade också den sure vicevärden Gustavsson i Tage Danielssons adventskalender Herkules Jonssons storverk (1969).
Schmidt var med som regissör när Casinogänget återförenades på Intiman 1973–1979 och hann även med att regissera några av Hagge Geigerts revyer på Lisebergsteatern i Göteborg. 1989–1990 medverkade han i Povel Ramels och Hans Alfredsons revy Tingel Tangel på Tyrol.
Schmidt var bosatt på Östermalm i Stockholm och gifte sig 1954 med mannekängen Britt Kvint. Makarna fick två döttrar, Lotta (född 1956) och Anna (född 1963, bosatt i Danmark). Han är gravsatt i Engelbrektskyrkans kolumbarium i Stockholm.

## Filmografi i urval

### Roller
- 1950 – Påhittiga Johansson
- 1951 – Poker
- 1952 – Blondie, Biffen och Bananen
- 1953 – Dumbom
- 1953 – Vägen till Klockrike
- 1953 – Vi tre debutera
- 1953 – I dur och skur
- 1953 – Alla tiders 91 Karlsson
- 1954 – Hjälpsamma herrn
- 1954 – I rök och dans
- 1955 – Vildfåglar
- 1955 – Stampen
- 1955 – Hoppsan!
- 1955 – Sommarnattens leende
- 1956 – Skorpan
- 1956 – Ratataa
- 1957 – Far till sol och vår
- 1958 – Jazzgossen
- 1958 – Damen i svart
- 1958 – Åsa-Nisse i full fart
- 1959 – Guldgrävarna
- 1959 – Sköna Susanna och gubbarna
- 1959 – Brott i paradiset
- 1962 – En nolla för mycket
- 1964 – Drömpojken
- 1964 – Svenska bilder
- 1966 – Trettio pinnar muck
- 1967 – Drrapå - kul grej på väg till Götet
- 1967 – En sån strålande dag
- 1969 – Herkules Jonssons storverk (TV-serie)
- 1969 – Mej och dej
- 1970 – Söderkåkar (TV-serie)
- 1971 – 47:an Löken
- 1972 – 47:an Löken blåser på
- 1976 – Smurfarna och den förtrollade flöjten - röst åt Pellevin
- 1981 – Varning för Jönssonligan
- 1982 – Snövit och de sju dvärgarna - röst åt Blyger i omdubb
- 1985 – Taran och den magiska kitteln - röst åt Krälarn i originaldubb
- 1985 – Pelle Svanslös i Amerikatt - röst åt Filladelfiafille
- 1986 – Mästerdetektiven Basil Mus - röst åt Bartolomeus

### Regi
- 1966 – Ärtor och bäsk (revy vid Lundakarnevalen)
- 1968 – Tant Grön, tant Brun och tant Gredelin (TV-film)
- 1968 – Petters och Lottas jul (TV-film)
- 1968 – Farbror Blås nya båt
- 1968 – Tant Bruns födelsedag (TV-film)
- 1970 – Petter och Lotta på nya äventyr (TV-film)
- 1975 – Kom till Casino

### Filmmusik
- 1957 – Räkna med bråk

## Teater

### Roller
| År   | Roll        | Produktion                                                                          | Regi                 | Teater                     |
| ---- | ----------- | ----------------------------------------------------------------------------------- | -------------------- | -------------------------- |
| 1952 | Medverkande | Kyss mej Katie Karl Gerhard                                                         | Per Gerhard          | Chinateatern               |
| 1952 | Medverkande | Knäppupp I - Akta huvet, revy Povel Ramel                                           | Per-Martin Hamberg   | Lorensbergs Cirkus/ Folkan |
| 1953 | Medverkande | Djuprevyn 2 meter, revy Povel Ramel och Yngve Gamlin                                | Egon Larsson         | Idéonteatern               |
| 1954 | Medverkande | Knäppupp II - Denna sida upp, revy Povel Ramel och Yngve Gamlin                     | Per-Martin Hamberg   | Idéonteatern               |
| 1957 | Medverkande | Kråkslottet, revy Karl Gerhard                                                      | Hasse Ekman          | Idéonteatern               |
| 1958 | Medverkande | Spetsbyxor, vaudeville P.A. Henriksson                                              | Nils Poppe           | Idéonteatern               |
| 1959 | Medverkande | Två träd, revy Karl Gerhard                                                         | Hasse Ekman          | Idéonteatern               |
| 1959 | Medverkande | Doktor Kotte slår till eller Siv Olson Hans Alfredson och Tage Danielsson           | Per Edström          | Idéonteatern               |
| 1962 | Medverkande | Dax igen Povel Ramel                                                                | Herman Ahlsell       | Idéonteatern Turné         |
| 1964 |             | Den stora effekten Robert Dhery                                                     | Stig Ossian Eriksson | Idéonteatern               |
| 1964 | Medverkande | Gula hund, revy Hans Alfredson och Tage Danielsson                                  | Tage Danielsson      | Chinateatern               |
| 1965 |             | En kul grej hände på väg till Forum Stephen Sondheim, Burt Shevelove, Larry Gelbart | Gösta Bernhard       | Idéonteatern               |
| 1989 | Medverkande | Tingel-tangel, revy Povel Ramel och Hans Alfredson                                  | Mikael Ekman         | Restaurang Tyrol           |

### Regi
| År   | Produktion            | Upphovsmän                       | Teater         |
| ---- | --------------------- | -------------------------------- | -------------- |
| 1961 | Klappa din hand, revy | Beppe Wolgers och Pär Rådström   | Hamburger Börs |
| 1967 | Svendska revyn, revy  | Svend Asmussen och Beppe Wolgers | Idéonteatern   |
| 1989 | Skrattverket, revy    |                                  | Intiman        |
| 1990 | Skrattverket, revy    |                                  | Intiman        |

## Priser och utmärkelser
- 1989 – Purjolökspriset
- 1989 – Revyräven